# 東森戲劇台
EBC東森戲劇，為東森電視旗下的頻道之一。

## 沿革
- 2000年10月，東森育樂台與中都卡通台合併為東森Young TV[2]。
- 2001年1月20日，藝人吳宗憲加入經營，東森Young TV改名為ET Jacky，每整點頻道形象短片由吳宗憲獨任旁白：「大家好，我是吳宗憲，Jacky Wu！您現在所收看的是：ET Jacky Channel。」
- 2003年1月1日，吳宗憲退出經營，ET Jacky與中都戲劇台合併為東森戲劇台。
- 2005年1月1日，東森戲劇台定頻於有線電視40頻道。
- 2005年2月27日，東森綜合台八點檔戲劇《好美麗診所》舉行試映會，《好美麗診所》製作人柴智屏同時上任東森戲劇台台長，東森電視開出三年預算新台幣二十億元（購片十億元、自製十億元，三年共二十億元）給東森戲劇台[3]。
- 2015年11月10日，東森戲劇台更換頻道台標為「EBC東森戲劇」。
- 2016年5月31日，東森戲劇台啟用版本「EBC東森戲劇HD」，並陸續在各大數位有線電視系統升為高畫質。
- 2016年11月17日，東森戲劇台陸續在各大數位有線電視系統啟用雙語服務。

## 外部連結
- 東森戲劇台 （页面存档备份，存于）（繁體中文）
- 東森戲劇的Facebook專頁
- YouTube上的東森戲劇40頻道頻道（繁體中文）